# Werner II. (Habsburg)
Werner II. Graf von Habsburg († 19. August 1167) war der Sohn von Hilda und Otto II. Graf von Habsburg.

## Leben
Werner II. erscheint schon 1135 im Besitz der Landgrafschaft Ober-Elsass, wo das Geschlecht schon früher ausgedehnte Güter hatte, und der Schirmvogtei über das Kloster Muri, dem auch Luzern mit den übrigen Ortschaften gehörte. Er erlangte auch die Schirmvogtei über das reiche Kloster Murbach, wodurch er seine Einkünfte arrondierte.
Er starb in Italien, als nach der Schlacht von Tusculum im kaiserlichen Heer eine Seuche ausbrach.

## Nachkommen
⚭ Ita von Starkenberg (in Tirol)
- Albrecht III.
- Otto III., Bischof Otto II. von Konstanz (1166–1174)
- Richenza († 1180); ⚭ Ludwig I., Graf von Pfirt, † 1180 (Haus Scarponnois)
- Gertrud † 15. Januar 1132/4; ⚭ Dietrich III., † vor 1160, Graf von Mömpelgard 1145/55 (Haus Scarponnois)